# Mount Macbeth
Der Mount Macbeth ist ein 2639 m hoher gletscherbedeckter Berg mit einer Schartenhöhe von 109 m im Südwesten der kanadischen Provinz British Columbia, im Squamish-Lillooet Regional District.

## Geographie
Der Mount Macbeth liegt in den Garibaldi Ranges der Coast Mountains im Garibaldi Provincial Park. Er ist Teil der Spearhead Range, einer Teilkette der Garibaldi Ranges. Er liegt 14 km südöstlich von Whistler und 2 km südlich des Tremor Mountain, des höchsten Gipfels der Spearhead Range. Der Naden Glacier breitet sich unter der Ostseite des Gipfels aus, der Macbeth Glacier liegt unterhalb der Südseite des Gipfels und der Curtain Glacier bedeckt den Nordhang. Die Abflüsse der Niederschläge vom Gipfel und das Schmelzwasser seiner Gletscher fließen in den Fitzsimmons Creek, einen Zufluss des Cheakamus River. Der Macbeth wird am häufigsten als Teil der Spearhead Traverse bestiegen. Die Erstbesteigung wurde 1969 durch P. Starr, E. Bass, B. Ellis und P. Macec über den Nordostgrat ausgeführt. Der Berg wurde 1964 durch eine Seilschaft des Alpine Club of Canada benannt, um an den 400. Geburtstag von William Shakespeare zu erinnern. Der Name des Berges wurde am 27. August 1965 durch das Geographical Names Board of Canada offiziell anerkannt.

## Klima
In Bezug auf die Klimaklassifikation nach Köppen und Geiger herrscht am Mount Macbeth ein Westseiten-Seeklima. Die meisten Wetterfronten stammen vom Pazifik und bewegen sich ostwärts auf die Coast Mountains zu, wo sie durch die Berge zum  Aufsteigen (Windstau) gezwungen werden, was wiederum dazu führt, dass die enthaltene Feuchtigkeit in Form von Regen oder Schnee abgegeben wird. Im Ergebnis führt das zu hohen Niederschlägen in den Coast Mountains, insbesondere zu starken Schneefällen im Winter. Die Temperaturen können unter −20 °C fallen, unter Berücksichtigung von Windchill-Einfluss unter −30 °C. Die Monate Juli bis September bieten die besten Wetterbedingungen für einen Aufstieg.

## Kletterrouten
Am Mount Macbeth sind folgende Kletterrouten etabliert:
- Nordostgrat - YDS 4; Erstbesteigung 1969
- Ostseite - Standard-Route bei Schnee
- Südwestflanke
- Südflanke